# Hino, Shiga
Hino (日野町 Hino-chō) là thị trấn thuộc huyện Gamō, tỉnh Shiga, Nhật Bản. Tính đến ngày 1 tháng 10 năm 2020, dân số ước tính thị trấn là 20.964 người và mật độ dân số là 180 người/km2. Tổng diện tích thị trấn là 117,60 km2.